# Падуа Лима, Элба де
Э́лба де Па́дуа Ли́ма (порт. Elba de Pádua Lima; 20 февраля 1915, Рифайна — 7 июля 1984, Рио-де-Жанейро), более известный под именем Тим (порт. Tim) — бразильский футболист, атакующий полузащитник, игрок сборной Бразилии и тренер.

## Биография
Тим родился 20 февраля 1915 года на ферме в муниципалитете Рифайна. Он был сыном железнодорожника Варгаса Лимы и Терезы Гранато. В 1923 году, в возрасте 7 лет, Тим потерял своего отца и вместе с матерью переехал в Рибейран-Прету, где начал играть на узких улочках города в футбол.
В 1928 году, в возрасте 12 лет, он пришёл в клуб «Ботафого», где в 1931 году и начинает свою футбольную карьеру. В 1936 году он покидает «Ботафого» и за 500 тысяч переходит в «Португезу Сантисту». В «Португезе» он призывается под знамёна сборной Сан-Паулу, которая в 1935 году выигрывает чемпионат Бразилии.
В 1936 году Тим был вызван в первую бразильскую сборную, принял участие в чемпионате Южной Америки. После турнира он решил выступать поближе к семье и возвратился в «Ботафого», но отыграв там лишь 4 месяца, переходит во «Флуминенсе», где ему предложили солидную заработную плату. С «Флу» Тим выигрывает три подряд чемпионата Кариока, его вызвали в сборную, отправлявшуюся на чемпионат мира 1938 во Францию. На турнире Тим проводит один матч с Чехословакией 14 июня.
В 1942 году Тим забил свой первый и последний мяч за сборную Бразилии в ворота Эквадора на чемпионате Южной Америки, где бразильцы были лишь третьими.
Тим выступал во «Флуминенсе» до 1943 года, выиграл ещё 2 чемпионата Рио, и сыграл 226 матчей, забив в них 71 мяч. Затем он перешёл в «Сан-Паулу Рейлвэй» (сейчас «Насьонал»). В 1944 году Тим решил завершить выступления за сборную, уступив место Жаиру. Он перешёл в «Сан-Паулу», затем играл за «Ботафого», а потом выступал играющим тренером в «Олариа», и снова в «Ботафого». Закончил карьеру футболиста Тим в Колумбии. После окончания карьеры футболиста Тим стал известнейшим тренером.